# .so
.so je národní doména nejvyššího řádu pro Somálsko.
Vzhledem k tomu, že v Somálsku neexistuje zodpovědný úřad pro správu, doména byla pozastavena. Jediná stránka v doméně .so, která byla funkční, oznamovala, že doména .so je „zaparkovaná“ a registrace jsou „nedostupné“. 1. listopadu 2010 se však doména .so znovu spustila a registrace jsou opět dostupné.